# Comuna de Węgorzewo
Węgorzewo (polaco: Gmina Węgorzewo) é uma gminy (comuna) na Polónia, na voivodia de Vármia-Masúria e no condado de Węgorzewski. A sede do condado é a cidade de Węgorzewo.
De acordo com os censos de 2004, a comuna tem 17 116 habitantes, com uma densidade 50,2 hab/km².

## Área
Estende-se por uma área de 341,11 km², incluindo:
- área agricola: 52%
- área florestal: 15%

## Demografia
Dados de 30 de Junho 2004:
|                      | Total   | Total | Mulheres | Mulheres | Homens  | Homens |
| -------------------- | ------- | ----- | -------- | -------- | ------- | ------ |
|                      | pessoas | %     | pessoas  | %        | pessoas | %      |
| População            | 17 116  | 100   | 8574     | 50,1     | 8542    | 49,9   |
| Densidade (pop./km²) | 50,2    | 100   | 25,1     | 25,1     | 25      | 25     |

De acordo com dados de 2002, o rendimento médio per capita ascendia a 1401,34 zł.

## Subdivisões
- Brzozowo, Czerwony Dwór, Dąbrówka Mała, Dłużec, Guja, Jakunowo, Janówko, Kal, Kalskie Nowiny, Karłowo, Klimki, Maćki, Ogonki, Parowa, Perły, Pilwa, Prynowo, Radzieje, Róże, Rudziszki, Ruska Wieś, Stawki, Stręgiel, Stulichy, Sztynort, Trygort, Węgielsztyn, Wilkowo, Wysiecza.

## Comunas vizinhas
- Budry, Giżycko, Kętrzyn, Pozezdrze, Comuna de Srokowo.